# Aphaenogaster sicardi
Aphaenogaster sicardi är en myrart som beskrevs av Henri Cagniant 1990. Aphaenogaster sicardi ingår i släktet Aphaenogaster och familjen myror. Inga underarter finns listade i Catalogue of Life.